# Cycas thouarsii
Cycas thouarsii är en kärlväxtart som beskrevs av Robert Brown och Charles Gaudichaud-Beaupré. Cycas thouarsii ingår i släktet Cycas, och familjen Cycadaceae. IUCN kategoriserar arten globalt som livskraftig. Inga underarter finns listade i Catalogue of Life.

## Bildgalleri

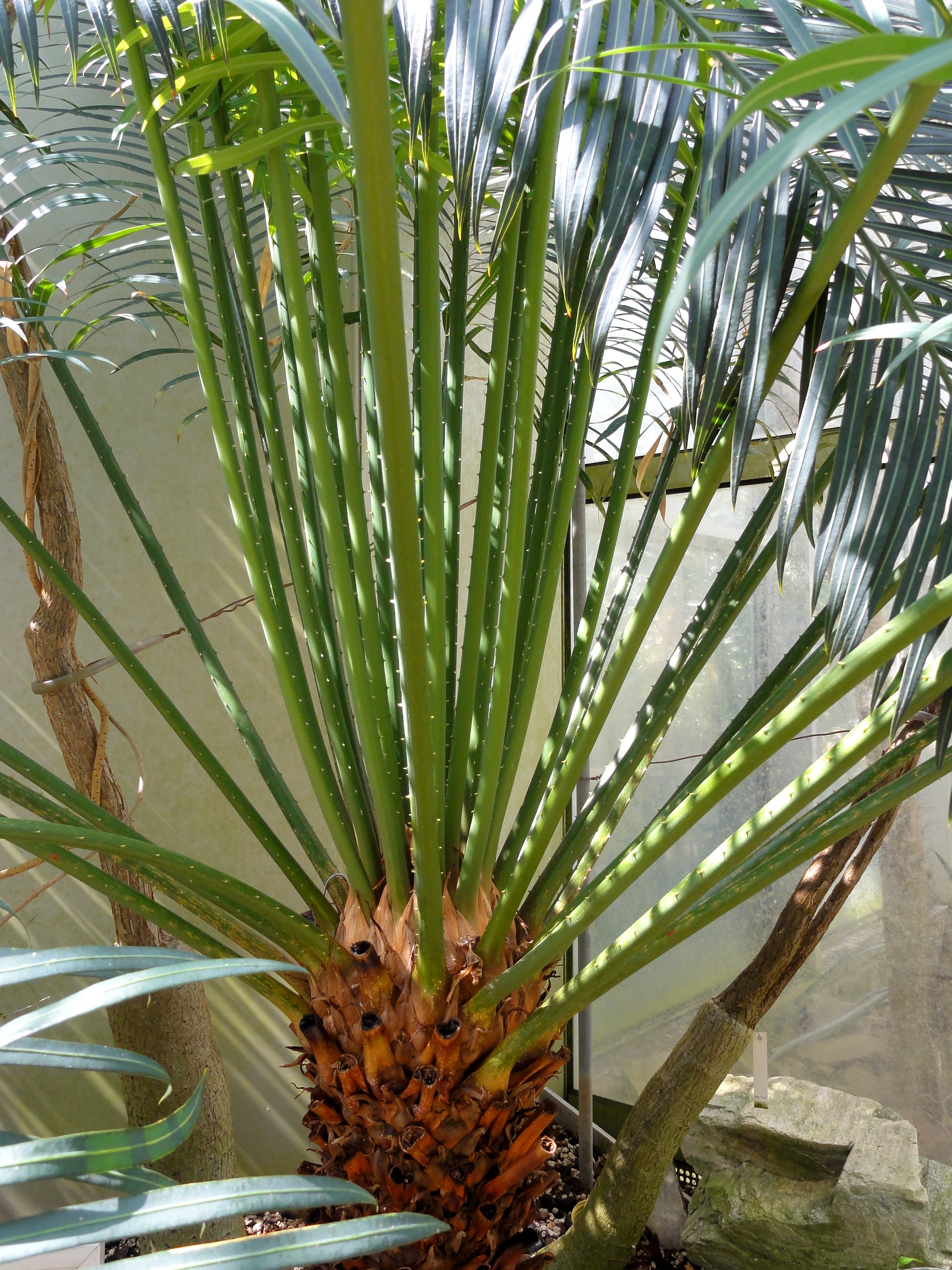
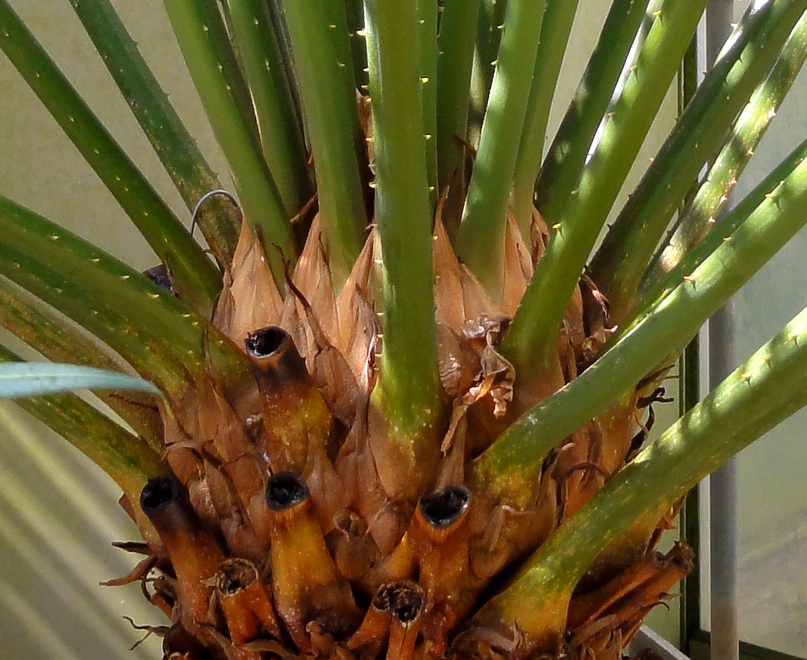
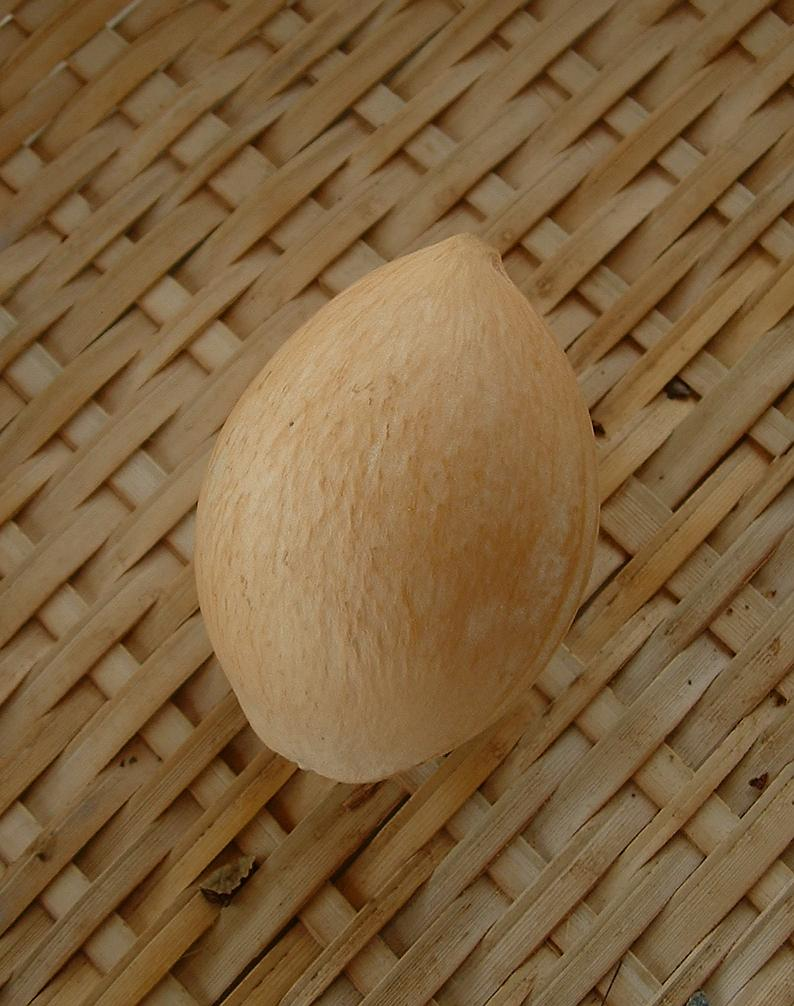
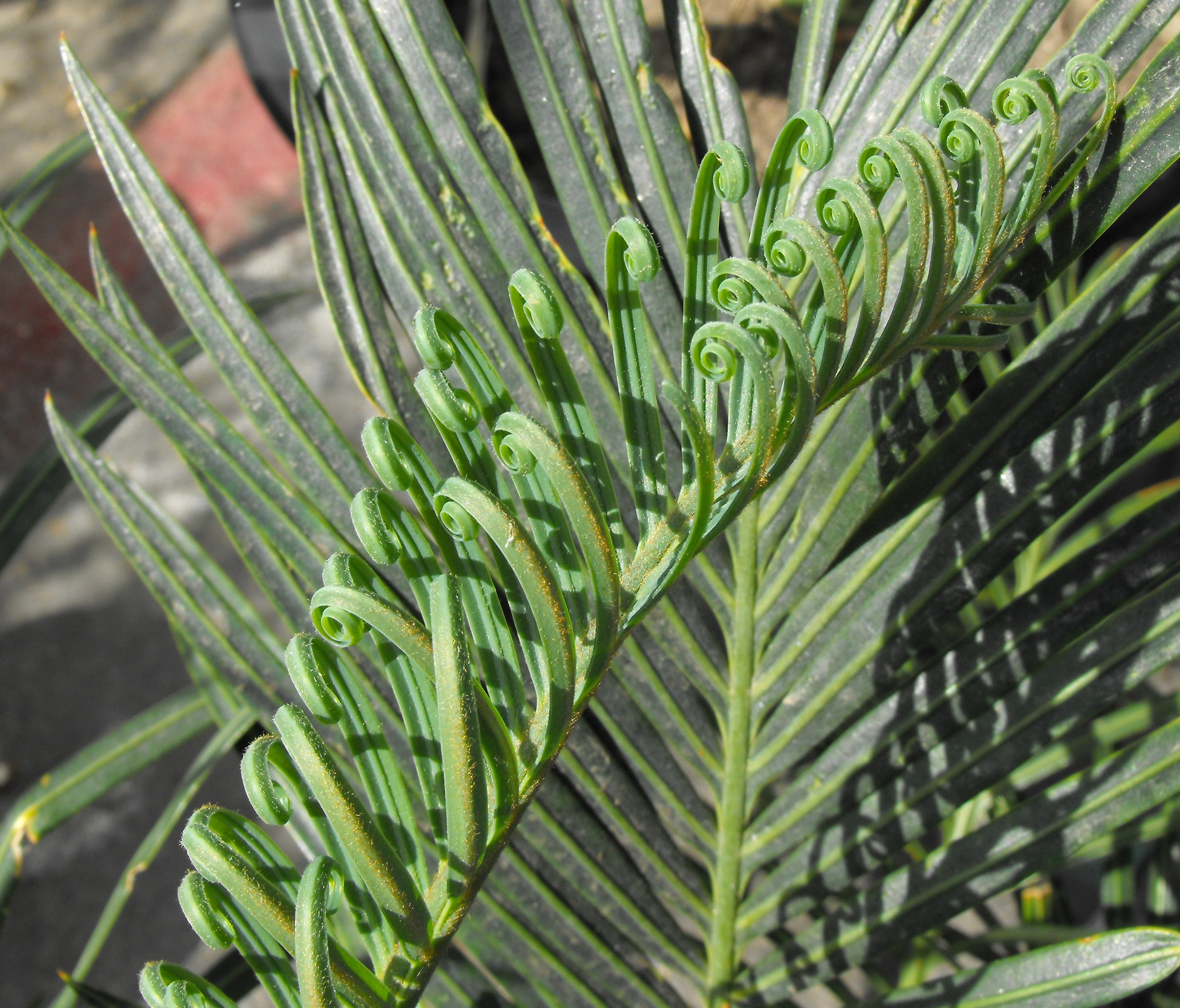
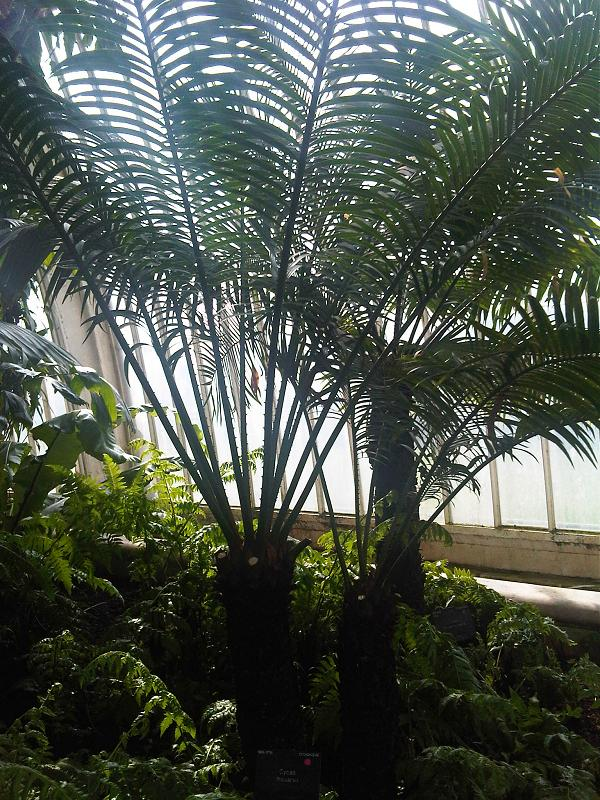
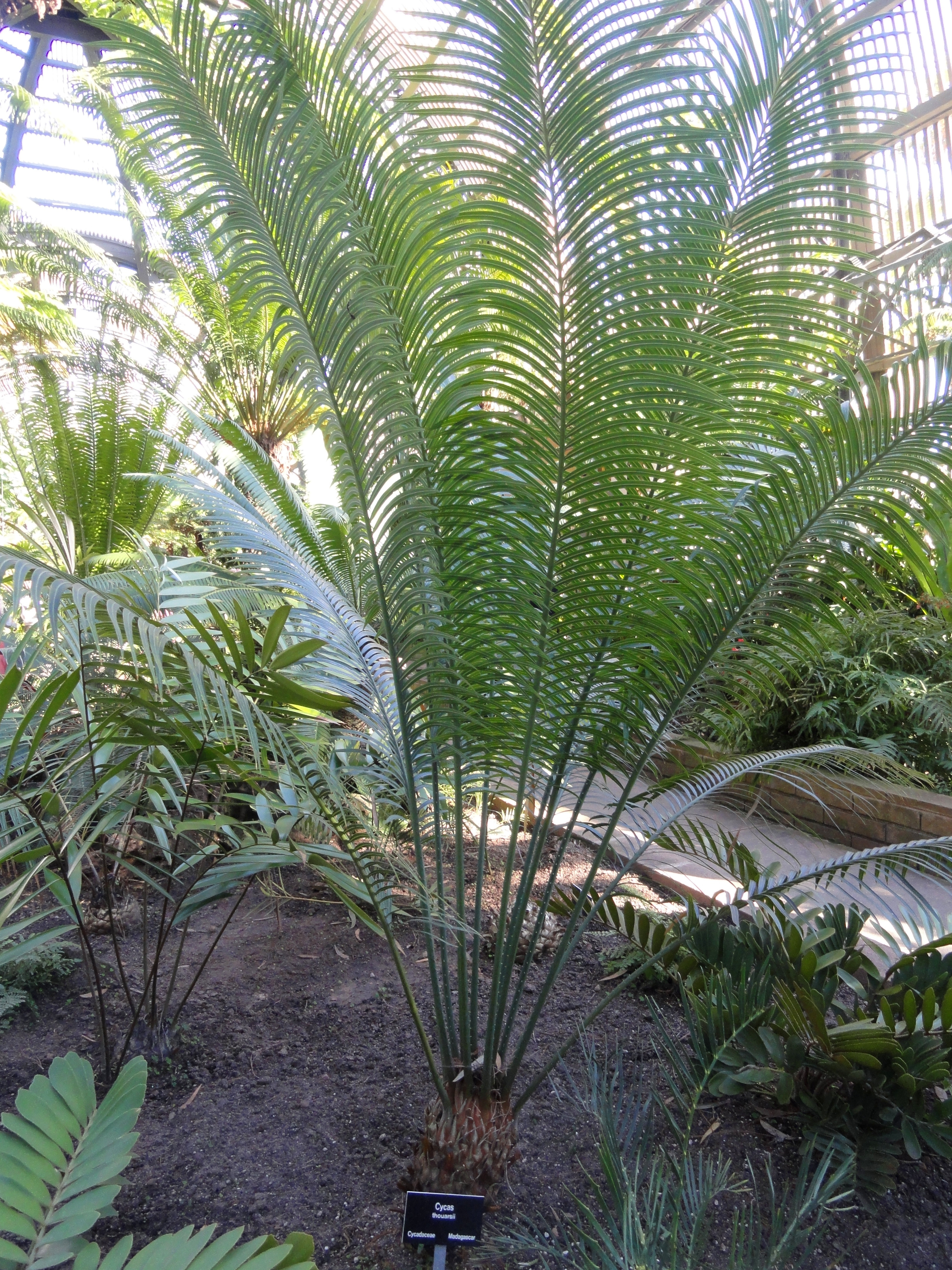